# Enyalioides oshaughnessyi
Enyalioides oshaughnessyi là một loài thằn lằn trong họ Hoplocercidae. Loài này được Boulenger mô tả khoa học đầu tiên năm 1881.